# Yasmine Blair

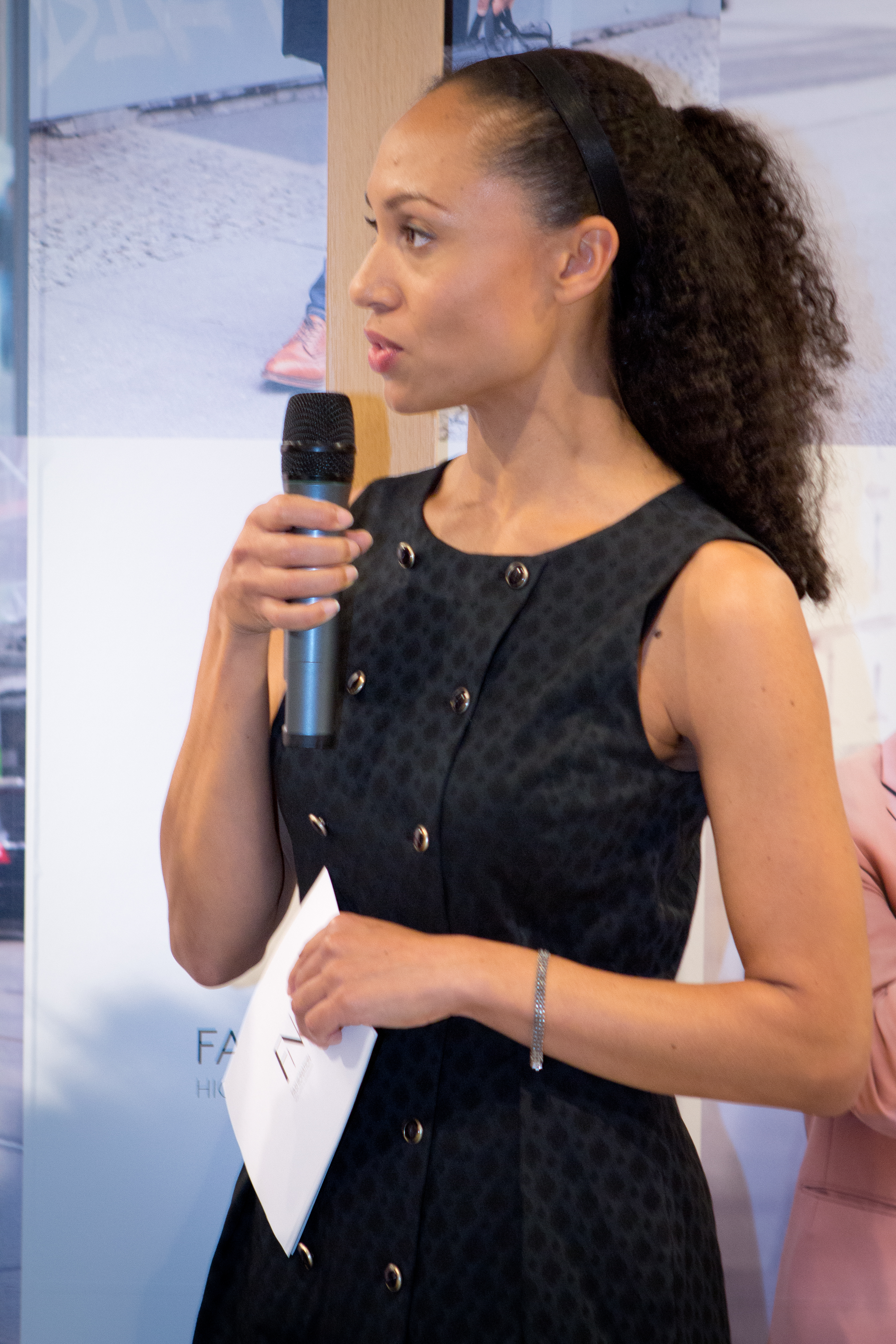
Yasmine Blair 2013

Yasmine Blair (* 13. August 1983 in Los Angeles) ist eine austro-amerikanische Moderatorin, die in Berlin lebt. Sie ist die Tochter des Musikers Frank Blair, ehemaliger Bassist von Robert Palmer und Marvin Gaye.

## Leben und Karriere
Blair verbrachte ihre ersten zehn Lebensjahre in Los Angeles, Kalifornien. 1993 zog sie um nach Wien.
2003 schloss sie die Handelsakademie in Wien ab und begann danach ihr Studium am Zentrum für Translationswissenschaft der Universität Wien. Von 2005 bis 2008 war sie für das österreichische Bundesministerium für Inneres als Dolmetscherin am Asylamt Traiskirchen tätig.
2004 begann Blairs Karriere vor der Kamera durch die Moderation einer Reihe von Werbefilmen für die Deomarke Axe. Anschließend wurde sie Moderatorin der Gameshow Hollywood Quiz auf Das Vierte. Von 2006 bis 2007 moderierte sie gemeinsam mit Doris Golpashin die Musiksendung music ’n more, sowie das Kinomagazin skip.tv auf RTL II Österreich. Größere Bekanntheit erlangte sie durch die Moderation des Jugendmagazins Sixpack auf MTV Austria. Von 2012 bis 2013 moderierte sie das Infomagazin Upgrade für Unitymedia.
Seit 2008 wohnt sie in Berlin.
Seit 2013 präsentiert Blair gemeinsam mit André Lampe und Sebastian Huncke das Wissensmagazin TM Wissen bei Servus TV (Red Bull Media House). Seit 2014 ist sie zusätzlich als Mercedes-Benz Reporter für den Autokonzern Daimler weltweit im Einsatz.

## Fernsehen
- 2006: Hollywood Quiz, Das Vierte
- 2006–2007: skip.tv, RTL II
- 2006–2007: music ’n more, RTL II
- 2006–2009: Sixpack, MTV
- 2012–2013: Upgrade, Unitymedia
- seit 2013: TM Wissen, Servus TV, Red Bull Media House